# Đa Kao
Đa Kao là một phường cũ thuộc Quận 1, Thành phố Hồ Chí Minh, Việt Nam.

## Địa lý

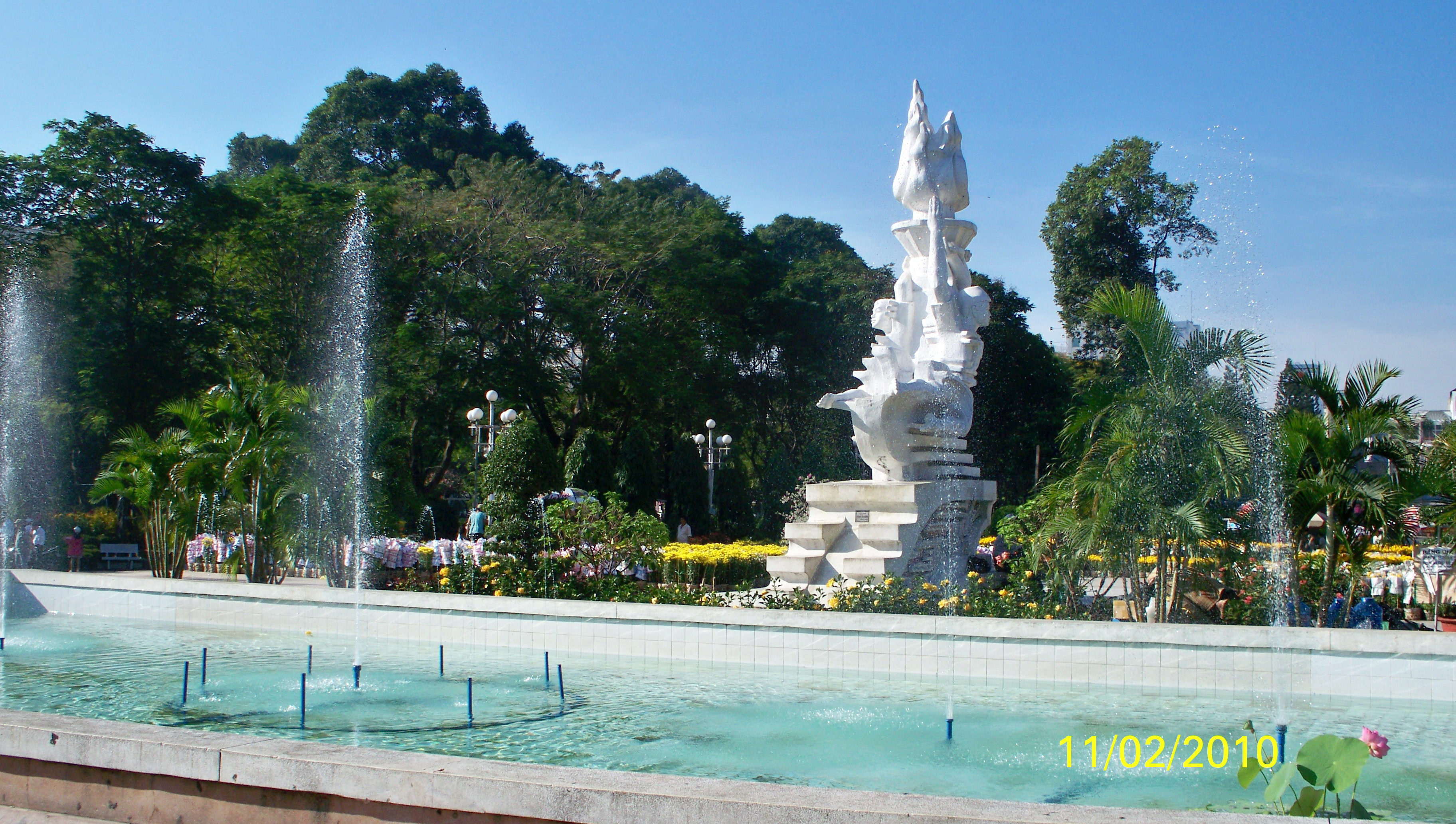
Một góc công viên Lê Văn Tám

Phường Đa Kao nằm ở phía bắc Quận 1, có vị trí địa lý:
- Phía đông giáp phường Bến Nghé
- Phía tây giáp phường Tân Định
- Phía nam giáp phường Võ Thị Sáu, quận 3
- Phía bắc giáp phường 1, phường 2, phường 15 và phường 17, quận Bình Thạnh với ranh giới là kênh Nhiêu Lộc – Thị Nghè.

Phường có diện tích 0,99 km², dân số năm 2023 là 21.579 người,  mật độ dân số đạt 21.467 người/km².

## Lịch sử
Tên gốc của vùng đất Đa Kao là Đất Hộ (đất của hộ hoặc đất do hộ quản lý). Hộ (quartier) là đơn vị hành chính tồn tại vào thời kì Sài Gòn và Chợ Lớn được sáp nhập lại thành vùng Sài Gòn – Chợ Lớn (Région de Saigon – Cholon) (thời kì Pháp thuộc); đơn vị này tương đương cấp tổng ở các tỉnh. Đứng đầu một hộ là hộ trưởng. Đất Hộ được phiên âm thành Dakao trong sách báo, văn bản thời Pháp thuộc. Tên gọi Đa Kao trở nên phổ biến rộng rãi tại Sài Gòn từ thập niên 1950 trở về sau.
Vào đầu thời Nguyễn, địa bàn phường Đa Kao hiện tại gần tương ứng với thôn Hòa Mỹ thuộc tổng Bình Trị, huyện Bình Dương, phủ Tân Bình, trấn Phiên An. Năm Gia Long thứ 6, lỵ sở trấn Phiên An được đặt tại thôn này, trước khi dời vào thành Quy dưới thời Minh Mạng. Đến thập niên 1860, khi người Pháp quy hoạch thành phố Sài Gòn, thôn Hòa Mỹ được gọi là làng và vẫn thuộc ngoại vi thành phố. Năm 1881, làng Hòa Mỹ được chia thành hai làng Hội An và Tân An, tuy nhiên một năm sau thì nhập lại như cũ. Đến năm 1888, làng Hòa Mỹ chính thức sáp nhập vào địa giới thành phố Sài Gòn và chia thành các hộ. Hiện nay tại phường Đa Kao có một con đường mang tên Hòa Mỹ.
Đến thời Việt Nam Cộng hòa, địa bàn phường Đa Kao tương ứng với phường Tự Đức thuộc quận 1, thành phố Sài Gòn. Tên phường được đặt theo tên con đường Tự Đức trên địa bàn phường lúc bấy giờ (nay là đường Nguyễn Văn Thủ).
Năm 1976, phường Tự Đức giải thể và chia thành 3 phường là Phường 5, Phường 6 và Phường 7.
Ngày 26 tháng 8 năm 1982, Hội đồng Bộ trưởng ban hành Quyết định 147-HĐBT. Theo đó, giải thể Phường 5, địa bàn nhập vào Phường 6 và Phường 7.
Ngày 21 tháng 12 năm 1988, Hội đồng Bộ trưởng ban hành Quyết định 184-HĐBT. Theo đó, sáp nhập toàn bộ diện tích và dân số của Phường 6 và Phường 7 để thành lập phường Đa Kao.